# Единица за атомна маса
Единица за атомна маса (или атомна единица за маса) е единица за измерване на атомни и молекулни маси. Единицата за атомна маса е равна на 1/12 от масата на един атом на нуклида въглерод-12 (12С).
Означението ѝ според Наредбата за единиците за измерване, разрешени за използване в Република България, е u. В литературата може да се срещне и названието атомна единица за маса (а.е.м.), а в биохимията и молекулярната биология понякога тази единица се нарича далтон (с означение Da). Друго възможно означение, срещано понякога в англоезичната литература, е amu (от atomic mass unit), но ако е без префикса „unified“ (единна, универсална), това е технически остарялата единица, определена въз основа на кислорода, отменена през 1961 г.
Според IUPAC  стойността на u е:
1 u = 1,660 540 2(10)•10-27 kg
Оттук следва, че в един килограм има ~ 6·1026 u.
Единицата за атомна маса е величина, реципрочна на числото на Авогадро, тоест:
1 u = 1/NA g
Дефинираната по този начин единица за атомна маса има удобството, че масата на един мол от дадено вещество (моларна маса) е точно толкова грама, колкото е атомната или молекулната маса на това вещество, измерена в u.

## История
Понятието атомна маса е въведено от Джон Далтон в 1803 г. Като единица за атомна маса е приета масата на атома на водорода или т. нар. водородна скала. В 1818 Йонс Якоб Берцелиус публикува таблица на атомните маси спрямо атомната маса на кислорода, приета за 100. Системата на Берцелиус за атомни маси е била общоприета до 1860 г., когато пак се приема водородната скала. Но в 1906 се преминава към кислородна скала, с единица 1/16 от атомната маса на кислорода (кислородна единица). След като са открити изотопите на кислорода (16O, 17O, 18O), атомните маси започнали да се дават по две скали: химическа, базирана на 1/16 от средната маса на атома на природния кислород (като смес от изотопи), и физическа, с единица равна на 1/16 от масата на атома 16O. Използването на 2 скали е създавало проблеми, поради което в 1961 г. се преминава към единна въглеродна скала.